# Rosanna Arquette
Rosanna Lisa Arquette (født 10. august 1959 i New York City, New York, USA) er en amerikansk filmskuespillerinde, filminstruktør og filmproducent, søster til Patricia Arquette.
Hun begyndte sin karriere i 1977 i fjernsyn, og fik sin filmdebut i 1979. Arquette fik opmærksomhed da hun spillede mod Tommy Lee Jones i fjernsynsfilmen The Executioner's Song (Manden der ville henrettes, 1982), efter Norman Mailers bog om den dødsdømte Gary Gilmore, og fik sit filmgennembrud i komedierne Desperately Seeking Susan (Helt vild med Susan, over for Madonna , 1985) og Martin Scorseses After Hours (Efter fyraften, 1985). Hun spillede den kvindelige hovedrolle i Luc Bessons Le grand bleu (The Big Blue, 1988) og en birolle i Quentin Tarantinos Pulp Fiction (1994), og har siden haft en lang række karakterroller i amerikansk film og tv, bl.a. i David Cronenbergs Crash (1996) efter J.G. Ballards roman.